# Leština (přítok Sázavky)
Leština nebo též Leštinský potok je největší pravostranný a celkově nejdelší přítok říčky Sázavky v okrese Havlíčkův Brod v Kraji Vysočina. Délka potoka činí 7,3 km. Plocha povodí měří 11,1 km².

## Průběh toku
Potok pramení u Hroznětína, který se nachází zhruba 8 kilometrů severovýchodně od Ledče nad Sázavou. Horní a střední tok potoka směřuje převážně severovýchodním směrem při jihovýchodním okraji Chraňbožského lesa a níže po proudu při jižním okraji Kunického lesa. Pod Hroznětínem protéká potok přírodní rezervací Hroznětínskou loukou a olšinou, která je známá především masivním výskytem bledule jarní (Leucojum vernum), ale i výskytem jiných vzácných druhů rostlin a živočichů. Dále po proudu napájí rozlehlý Kunický rybník, pod kterým se jeho tok obrací k jihovýchodu. Tento směr si ponechává až ke svému ústí do Sázavky na jejím 13,0 říčním kilometru. 

### Větší přítoky
Za zmínku stojí pouze tři bezejmenné levostranné přítoky. První dva odvodňují jihovýchodní část Chraňbožského lesa a posilují potok mezi Hroznětínem a rybníkem Markus. Třetí přítok odvodňuje část lesa nazývanou Radinov, která se nachází severovýchodně od Leštiny.

### Rybníky
- Markus
- Kunický rybník
- Leštinský rybník